# 淺野良介
淺野良介（日语：／ Asano Ryōsuke，5月18日—）是一名日本男性聲優，京都府出身，青二Production所屬。

## 人物
方言是京都方言、關西方言。興趣是參拜神社。特技是歌唱。

## 演出作品
※粗體字為主要角色。

### 電視動畫
2019年
- 鬼太郎（第六作）（黑道、男、記者、不良、七人同行、父）

2020年
- 鬼太郎（第六作）（板前、男性）
- number24（茶茶8號）
- ONE PIECE（惠比壽町的人們、正義的夥伴）
- 數碼寶貝大冒險：（操舵手[2]、管制官）
- 總之就是很可愛（遊戲角色[2]}）

2021年
- ONE PIECE（正義的夥伴、恩典戰士團）
- D_CIDE TRAUMEREI THE ANIMATION（年輕人）
- 數碼寶貝大冒險：（鬼魂獸、哥布林獸）
- 陰晴不定的體操哥哥（播音員、男性社員）
- 數碼寶貝幽靈遊戲（論壇評論、會社員）

2022年
- 數碼寶貝幽靈遊戲（林業從事者、便利店店員、中年男、冒充獸、從業員、式神、年輕男、水下攝影師、小此木）
- Love All Play（主審）
- ONE PIECE（海賊、野豬）
- 飆速宅男 LIMIT BREAK（記者、選手）

2023年
- 數碼寶貝幽靈遊戲（榎田）
- 最強陰陽師的異世界轉生記（觀眾B）
- 肌肉魔法使-MASHLE-（犯罪者[3]、考生[3]、學生[3]）
- 總之就是很可愛 第2期（學生A）
- 逃走中 THE GREAT MISSION（警備員）
- 屍體如山的死亡遊戲（男播音員）
- MIX 第二季～第二個夏天，邁向晴空～（大橋）
- 無職轉生II～到了異世界就拿出真本事～（貴族B[4]）
- 獻祭公主與獸王（臣下B）
- 堀與宮村 -piece-（男性教師[5]）
- Dr.STONE 新石紀 NEW WORLD（戰士[6]）
- 烈焰先鋒 救國的橘衣消防員（署内放送[7]、隊員B[7]）
- 我的新上司是天然呆（公司職員[8]）
- 我想成為影之強者！ 2nd season（年輕官司[9]）

2024年
- 肌肉魔法使-MASHLE- 神覺者候補選拔試驗篇（市民[3]）
- 卡片戰鬥！！先導者 Divinez（解說）
- 逃走中 THE GREAT MISSION（司機、酒店客、手下）
- 闇影詩章F（上班族[10]）
- 格鬥實況（年輕男性[11]）
- 王牌酒保神之杯（司機[12]）
- WIND BREAKER—防風少年—[13]
- 擅長逃跑的殿下[14]
- 刀劍神域外傳 Gun Gale Online II（玩家[15]）
- 村井之戀（店主[16]、男教師[16]）
- Re:從零開始的異世界生活 3rd season（避難所的人們[17]）
- 唯願來世不相識（組員[18]）
- 七龍珠大魔（憲兵[19]）
- 青之壬生浪（家臣[20]）

2025年
- 群花綻放、彷如修羅（都成[21]）
- SAKAMOTO DAYS 坂本日常（黑衣人[22]、菜店[22]）
- 青之壬生浪（商人[20]、門人）
- 灰色：幻影扳機（男、士兵B）
- 結緣甘神神社（搭訕男）
- 卡片戰鬥！！先導者 Divinez DELUXE篇（主持人）
- GUILTY GEAR -STRIVE- DUAL RULERS（男）
- ONE PIECE（海軍）
- 九龍大眾浪漫（司機）
- 炎炎消防隊 參之章（神父、播報員）
- 黑執事 綠之魔女篇（人狼）
- 櫻桃小丸子（傭人）
- Bad Girl 不良少女（男客人）
- 氣絕勇者與暗殺公主

### 網路動畫
2025年
- 航海王談戀愛（學生B、學生、人們、反抗軍、革命軍、士兵②）

### 遊戲
2020年
- SHOW BY ROCK !! Fes A Live（責任者）
- 真·北斗無雙Mobile[2]

2021年
- 真·三國無雙8 Empires
- 超級機器人大戰30
- 戰國無雙5（岡部元信[23]）
- 聖燈傳說

2022年
- 所羅門計劃（ヒューズ）
- 天翼之鍊（アレン）

2023年
- 刺客教條：幻象
- 七龍珠Z 卡卡洛特
- 人中之龍7外傳 英雄無名

2024年
- ORE’N（竜騎士ユンク）

## 外部連結
- 浅野 良介｜株式会社青二プロダクション